# Macchi M.7
Le Macchi M.7 est un hydravion de chasse italien monoplace conçu par Alesandro Tonini et construit par Macchi. Une version modifiée, le M.7bis, remporta le Coupe Schneider de 1921.

## Conception et développement

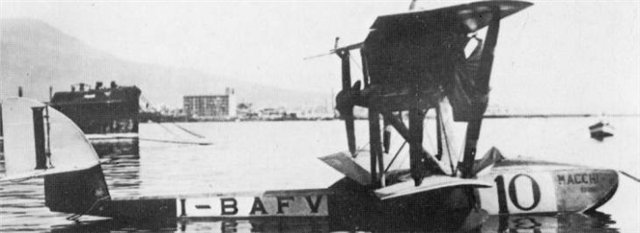
Le racer Macchi M.7bis de la Coupe Schneider

La M.7 était similaire au précédent M.5 avec une coque modifiée et motorisé par un moteur V6 Isotta Fraschini. En raison de la fin de la première Guerre Mondiale, seulement 17 avions furent livrés à la Marine italienne. En 1919, deux exemplaires furent vendus à l'Argentine et à la Suède, et en 1921, le Brésil en acheta trois.

En 1920 Tonini conçu le M.7bis, une version de course du M.7 pour la Coupe Schneider. Le M.7bis avait une structure plus légère et des ailes réduites. Cinq M.7 participèrent à la compétition de 1921 à Venise. Celle-ci fut remportée par Giovanni di Briganti sur M.7bis. En 1922 à Naples, le M.7bis arriva en quatrième position lors de la même course.

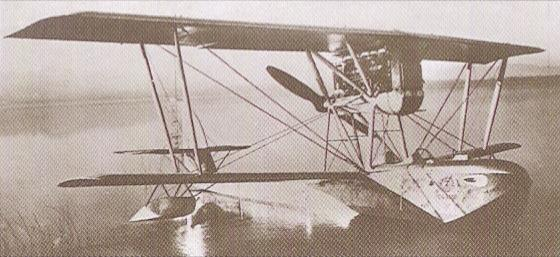
Chasseur Macchi M.7ter

En 1923, une nouvelle variante du M.7 apparu, le M.7ter. Il avait reçu une coque redessinée, une nouvelle configuration des ailes et une nouvelle queue. Trois versions différentes de la M.7ter furent construits, dont le M.7ter AR, qui avait des ailes pliantes pour lui permettre d'opérer à partir du porte-hydravion Giuseppe Miraglia. En 1924, six escadrons de la marine italienne furent équipés avec le M.7ter et plus de 100 exemplaires de cet avion furent construits. Le M.7 a également été utilisé à la fin 1940 par des écoles de pilotage civiles.

## Opérateurs
Argentine
- Aéronautique Navale Argentine

 Brésil
- Aviation Navale Brésilienne

 Royaume d'Italie
- Regia Marina
  - Marina Militare

 Paraguay
- Force Aérienne Paraguayenne

 Suède
- Armée de l'Air Suédoise